# Мамаевцы (разъезд)
Мамаевцы — разъезд Ивано-Франковской дирекции Львовской железной дороги на линии Стефанешты — Черновцы-Северная между станциями Лужаны (отстоит на 5 км) и Черновцы-Северная (на 8 км).
Расположен в селе Мамаевцы Черновицкой области.

## История
Разъезд открыт в 1866 году на линии Стефанешты — Черновцы-Северная.

## Пассажирское сообщение по станции
На разъезде останавливаются только пригородные поезда, следующие от станции Черновцы до конечных станций Коломыя, Стефанешты и Вижница и обратно.